# توکای پشت‌بلوطی اندونزی
توکای پشت‌بلوطی اندونزی (نام علمی: Geokichla dohertyi) یک گونه توکای زمینی بومی در لومبوک، تیمور و جزایر سوندای کوچک در اندونزی است. این گونه به سرعت در حال کاهش است و در حال حاضر در لومبوک و احتمالاً در سوندای کوچک منقرض شده است. تعدادی از مؤسسات اروپایی وجود دارند که این گونه را نگهداری می‌کنند، از جمله: باغ‌وحش برلین، دنیای پرندگان، باغ وحش بریستول، باغ‌وحش رویال برگرز، باغ وحش چستر، باغ‌وحش ادینبورگ، پارک حیات وحش دورل، باغ پرندگان وادزدون مانور و باغ‌وحش بازل. شش مورد از این باغ‌وحش‌ها از اکتبر ۲۰۱۱ با موفقیت آنها را پرورش داده‌اند و اکنون ۹۱ مورد از آنها در این موسسات وجود دارد. اعضای خصوصی باشگاه پرندگان خارجی در بریتانیا در طرح پرورش این گونه شرکت می‌کنند و به ویژه موفق هستند.
یک گونه اروپایی به نام توکای پشت‌بلوطی نیز زمانی با این نام شناخته می‌شد. .
نام دو جمله ای این پرنده به یاد ویلیام دوهرتی حشره‌شناس آمریکایی است.